# Aggro Berlin (Album)
Aggro Berlin ist das vierte Soloalbum des Berliner Rappers Sido. Es erschien am 30. Oktober 2009 über das Label Urban (Universal).
Es stieg auf Platz 5 der deutschen und österreichischen Hitparade und Platz 3 der Schweizer Hitparade ein.

## Stil
Das Album ist das erste von Sido nach der Auflösung seines alten Labels Aggro Berlin. Der Titel spielt auf ebendieses an. Das Album wird von einem Imagewandel von Sido begleitet. So hat Sido bekannt gegeben, nicht länger das ihm typische Straßenjungen-Image zu tragen, und er legt es mitsamt seiner Maske im Intro ab. Der einzige namentliche Diss ist gegen Detlef D. Soost, indem er dessen Art bei Popstars kritisiert und behauptet, dass ihm die Band Queensberry egal sei. Sowohl in dem Song Sido, in dem er über sich selbst berichtet, als auch in dem Song Der Tanz, in dem die Einstellung von Männern gegenüber dem Tanzen beschrieben wird, wird Soost namentlich erwähnt – gedisst allerdings nur in dem Lied Sido. Auch gedisst wird Kollegah im Track 10 Jahre feat. Die Sekte, wobei Tony D (ein früheres Mitglied von Aggro Berlin), und nicht Sido, ihn als eine „Hure“ bezeichnet.
In einem Interview aus dem Herbst 2009 sagte Sido, dass einige der Songs auf einem speziellen Mischpult (SSL) abgemischt wurden, damit der Bass kräftiger und wärmer sei.

## Songs
Im Intro des Albums trennt sich Sido von seinem Markenzeichen, der verchromten Maske, die auch, laut Sido, für sein altes Label stand. Er wolle einen Neuanfang, ohne die Maske.
Das Lied Sido ist Sidos Rückblick auf das (Hip-Hop-)Jahr 2009. So werden Veränderungen seiner Rapper-Freunde und der Frieden zwischen Fler und Bushido beschrieben. Auch verkündet Sido, nicht noch einmal Juror bei Popstars zu sein.
Hey du! ist ein sehr persönlicher Song über Sidos Vergangenheit, in dem er bekannt gibt, in Ost-Berlin geboren zu sein. Auf dem Album Maske im Song Interview sagte Sido noch, er sei aus West-Berlin. Der Song ist die erste Single-Auskopplung aus Aggro Berlin und wurde am 16. Oktober 2009 veröffentlicht. Der Song stieg auf Platz 4 ein. Gleich nach dem Song Der Himmel soll warten aus dem Album MTV Unplugged Live Aus’m MV ist Hey Du der bisher zweitbeste Single-Charts-Einsteiger seiner Karriere. Für den Song bekam Sido 2010 den Echo in der Kategorie Bestes Video, außerdem den Comet 2010 in der Kategorie Bester Song.
In dem Song Geburtstag rappt Sido darüber, dass er Geburtstag habe, die Vorbereitungen dafür und darüber, dass seine Freunde ihn vergessen haben. Am Ende des Songs erhängt sich Sido, kurz darauf ruft ihn sein Freund und Rapperkollege B-Tight an, er solle herunter in die Kneipe kommen, wo alle zu seiner Party warten. Die ersten Sekunden des Songs stammen aus 50 Cents Song In da Club (Die Passage This is your birthday). Im Video wurden diese Vocals von Harris „ins Deutsche übersetzt“.
Die Skits dieses Album sind nicht wie zuvor von Peilerman und Flow, sondern von Sido und Kurt Krömer.
In Der Tanz feat. K.I.Z. rappt Sido mit der Hip-Hop-Band über das Verhalten ihrerseits auf der Tanzfläche. Sido erwähnt dabei, dass er sich dabei wie Siggy D. Soost fühle.
Der Refrain von Wenn das alles ist wird von J-Luv gesungen. Der Text handelt davon, dass Sido alles akzeptiert, was das Leben ihm beschert.
Marie & Jana ist der dritte Song von Sido, der an das Konzept von Sarah und Carmen erinnert. Allerdings beschreibt Sido diese Beziehung als glücklich. Auffällig ist hier aber auch die inhaltliche Anlehnung an Marihuana, welche durch viele textliche Zweideutigkeiten, eine Reggae-Melodie und schon am Titel des Songs deutlich wird.
Ich bereue nichts featuring G-Hot ist ein Song, der etwas den früheren Songs von Sido ähnelt. Sido rappt darüber, dass er all seine Entscheidungen in seinem Leben nicht bereut, er sei mit sich selbst im Reinen.
Die Melodie von Sie bleibt basiert auf dem Lied Runaround Sue von Dion DiMucci aus dem Jahr 1961.
10 Jahre featuring die Sekte handelt über deren zehntes Gründungsjubiläum. In diesem Song rappen Fuhrmann, Tony D, B-Tight, Alpa Gun, Bendt, MOK und Sido.
Das Outro dauert eigentlich nur fünf Sekunden, doch beginnt nach etwa 10 Sekunden Leere noch einmal der Song Seniorenstatus. Beat, Refrain und Sound des Songs blieben gleich, aber die Texte wurden verändert; es handelt sich also um eine andere Version von Seniorenstatus, um einen Hidden Track.
Bodyguard erinnert an Sidos frühere Songs. Sido erzählt darin wie ihn sein Bodyguard von nervenden Fans beschützt. Dieser Song ist als Bonustrack im iTunes store erschienen.

## Titelliste
| #  | Titel                         | Gastmusiker                          | Produzent(en)              | Länge       |
| -- | ----------------------------- | ------------------------------------ | -------------------------- | ----------- |
| 1  | Intro                         |                                      |                            | 1:28        |
| 2  | Sido                          |                                      | Paul NZA & Marek Pompetzki | 4:40        |
| 3  | Hey du!                       |                                      | Beatzarre & Djorkaeff      | 4:12        |
| 4  | Geburtstag                    |                                      | DJ Desue                   | 4:48        |
| 5  | Skit 1                        |                                      |                            | 0:28        |
| 6  | Der Tanz                      | K.I.Z                                | Paul NZA & Marek Pompetzki | 3:30        |
| 7  | Wenn das alles ist            | J-Luv                                | DJ Desue                   | 4:05        |
| 8  | Marie & Jana                  |                                      | Paul NZA & Marek Pompetzki | 3:59        |
| 9  | Skit 2                        |                                      |                            | 0:24        |
| 10 | Ich bereue nichts             | G-Hot                                | Beatzarre & Djorkaeff      | 3:56        |
| 11 | Sicher?                       |                                      | m3&Noyd                    | 3:26        |
| 12 | Skit 3                        |                                      |                            | 0:44        |
| 13 | Seniorenstatus                | Samy Deluxe                          | m3&Noyd                    | 4:05        |
| 14 | Siggy & Harry                 | Harris                               | beatgees                   | 4:17        |
| 15 | Ruf mich                      | Kitty Kat & Bintia                   | Beatzarre & Djorkaeff      | 3:54        |
| 16 | Schlampen von gestern         | Doreen                               |                            | 4:28        |
| 17 | Skit 4                        |                                      |                            | 0:59        |
| 18 | Sie bleibt                    | SDP                                  | Beatzarre & Djorkaeff      | 4:07        |
| 19 | Für jeden                     | B-Tight & Alpa Gun                   | m3&Noyd                    | 4:02        |
| 20 | 10 Jahre                      | Die Sekte                            | Beste Beatz                | 3:49        |
| 21 | Outro (Seniorenstatus Remix)  | Liquit Walker, Greckoe & Laas Unltd. |                            | 0:05 (4:43) |
| 22 | Bodyguard (iTunes Bonustrack) |                                      | DJ Desue                   | 4:16        |